# Friedrich Ernst Dorn
Friedrich Ernst Dorn (Dobre Miasto, 27 de julho de 1848 — Halle an der Saale, 16 de dezembro de 1916) foi um físico alemão que foi o primeiro a descobrir que uma substância radioativa, mais tarde chamada de radônio, é emitida do rádio.

## Vida e trabalho
Dorn nasceu em Guttstadt (Dobre Miasto), Província da Prússia (hoje Vármia na Polônia), e morreu em Halle, Província da Saxônia. Ele foi educado em Königsberg e passou a lecionar em nível universitário. Em 1885, na Halle University, Dorn assumiu a posição de professor ordinarius pessoal de física teórica de Anton Oberbeck. Visto que Dorn já era um professor ordinarius, ele foi autorizado a assumir o título para não aparecer como tendo sido rebaixado. Em 1895, Dorn sucedeu Hermann Knoblauchem Halle como professor ordinarius de física experimental e diretor do instituto de física. As funções anteriores de Dorn foram assumidas por Carl Schmidt, que havia sido Privatdozent e foi chamado como professor extraordinarius de física teórica.
Em 1900, Dorn publicou um artigo no qual descrevia experimentos que repetiam e estendiam alguns trabalhos anteriores sobre o tório de Ernest Rutherford . Dorn verificou a observação de Rutherford de que um material radioativo foi emitido pelo tório e descobriu que uma emissão semelhante surgiu do elemento rádio. Trabalhos adicionais de Rutherford e Soddy mostraram que a mesma emissão veio do tório e do rádio, que era um gás e que na verdade era um novo elemento.
Dorn chamou o produto gasoso radioativo do rádio simplesmente de "emanação", mas em 1904 Rutherford introduziu o nome de "emanação de rádio" para o mesmo material. Ramsay mais tarde sugeriu "niton", da palavra latina "nitens" que significa "brilhar". Em 1923, o nome foi alterado novamente, desta vez para radônio por um corpo internacional de cientistas.

Marshall e Marshall examinaram os artigos originais que levaram à descoberta do radônio e seu trabalho deve ser consultado para um tratamento completo e referências extensas. Eles concluem que na verdade é Rutherford quem deveria receber crédito pela descoberta do radônio, já que ele foi o primeiro a detectar o elemento sendo emitido por qualquer radioisótopo (tório) e o primeiro a demonstrar a natureza gasosa do radônio. Rutherford também foi o primeiro a integrar seu próprio trabalho sobre o radônio com o de outros sobre a massa atômica do radônio, seu espectro e sua posição na tabela periódica.